# ローラ・インガルス・ワイルダー
ローラ・エリザベス・インガルス・ワイルダー（英語: Laura Elisabeth Ingalls Wilder, 1867年2月7日 - 1957年2月10日）は、アメリカ合衆国の作家。
西部開拓期のアメリカで生きた自らの生涯を振り返る8篇の児童小説シリーズで知られ、理想化されたパイオニアの生活を描いてアメリカの国民的作家の一人と目されるようになった。この小説シリーズはアメリカで『大草原の小さな家』としてＴＶドラマ化され、日本を含む世界各国で放送され人気を集めた。
原語では「インガルズ」 [ˈɪŋɡəlz] と発音されることがあるが、一般に「インガルス」 [ˈɪŋɡəls] の発音が使われ、ＴＶドラマ版でもこの呼び方が踏襲されている。

## 来歴

### 誕生と移住生活
ローラはウィスコンシン州州西部の小村ペピン (Pepin) でインガルス夫妻の次女として産まれた。父親のチャールズ・インガルス (en) は、1837年の恐慌で打撃を受け、新しい生活のきっかけを求めて西部に移住してきた農家の息子だった。母親キャロラインは、チャールズが移住してきた村で小学校教師を務めていた。
父親のチャールズは正規の教育を受けたことはなかったが、読書好きで、当時の開拓農家としてはめずらしく何冊も書籍を所有していた。音楽と詩を愛好し、生活が苦しいときでも詩集をローラへの誕生日の贈り物として買い求めたという。現在わずかに残されている彼の書簡は、多くがユーモアにあふれ人間味に満ちた達意の文章で、娘たちはこうした素朴な文才や、本・音楽を愛好する資質の多くを受け継ぐことになった。
ローラが生まれてから数年の間、インガルス家は生活の安定をもとめてたびたび中西部で移住を繰り返したが、とくにカンザス州の先住民居住区へ入ったときは、先住民のオーセージ族やダコタ族（スー族）とアメリカ合衆国政府軍との衝突に翻弄されるなど、不安定な時期を過ごした。
しかしローラが4歳のとき（1871年）にペピンの森林地帯へ戻ると生活が安定しはじめ、さらに彼女が7歳のとき（1874年）にミネソタ州ウォルナット・グローブ近郊へ移住してプラム・クリークそばに居を構えてからは、姉妹も小学校や教会など社会生活に加わるようになった。のちにローラが著す「小さな家」シリーズ初期の物語は、多くがこの頃の思い出を題材としている。

### デスメットでの定住
当時のアメリカでは、成人した市民が西部で開墾した土地に所有権をみとめる「ホームステッド法」が1862年に成立、東部からの移住者が急増しつつあった。
1879年頃にはローラの父親チャールズもこの制度に正式に登録、開墾を試みる場所として当時のダコタ準州（現在のサウス・ダコタ州）の街デスメット (De Smet) を選んで移住する。移住の翌年、記録的な寒さとなった冬の厳しさは、彼女の小説 『長い冬』で克明に描かれることになる。
移住生活が続くあいだローラは定期的に学校へ通うことができなかったが、デスメットでようやく文字と読み書きの正式な教育を受けた。ローラは聡明な少女で、15歳になると、自らも教育を受けた小学校で教師として教壇に立つようになった。ローラは他にも洋裁店などで副業をこなして家計を支えている。

### 結婚

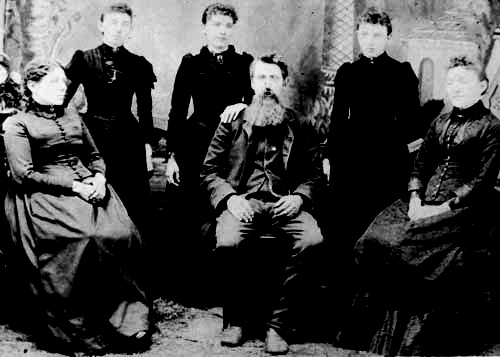
インガルス一家の写真。手前に座っているのが左から母親キャロライン、父親チャールズ、長女メアリー。後ろに立っているのは三女キャリー、ローラ、四女グレース。1894年。

ローラが18歳のとき、やはりホームステッド法を活用して自力で生計をたてようとしていた28歳のアルマンゾ・ワイルダー (Almanzo James Wilder) と知り合い、結婚する。
はじめアルマンゾの経営する農場は順調で、１年後には娘ローズ・ワイルダー・レーン  が誕生、結婚から数年の間、夫婦は平穏な日々を過ごした。しかし1888年、アルマンゾが当時大流行したジフテリアに感染して瀕死の状態となる事件が起きる。アルマンゾは一命を取り留めるが重い後遺症が残り、以後の生涯を杖をついて過ごすこととなった。
つづいて翌年には誕生したばかりの息子が死亡、さらに火災による住居の焼失がつづき、そして1890年頃から中西部がきびしい干魃期に入ると、農場はまったく経営できない状態に陥った。

### 執筆活動の開始
1894年、夫妻は残りの貯金をほぼすべて投じてミズーリ州マンスフィールドに新しい農場を購入、一家で移り住んだ。移住当初、夫妻は丸太小屋に暮らし薪を売って生活するなど家計は厳しかったが、アルマンゾの親族らからの支援もあり、しだいに経済的な安定を得るようになっていった。移住から20年後には、夫妻の所有地は当初の40エーカー（約16ヘクタール）から200エーカー（約80ヘクタール）まで拡大、酪農や養鶏・果物栽培なども行う大規模な農場に成長することになる。

夫妻は地元の成功者と認められ、ローラは農園経営や家事に関する講演を依頼されるようになった。

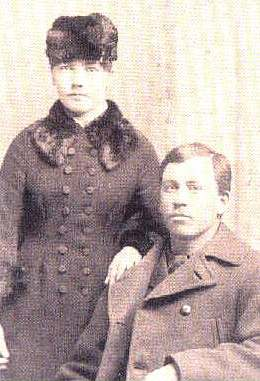
1885年の冬、結婚後まもなくの頃のローラとアルマンゾ。

1911年、ローラは地元紙『ミズーリ・ルーラリスト (MIssouri Ruralist) 』から依頼を受けて短い記事を寄稿、これが評判を呼んで、彼女は同紙の連載コラムニストに抜擢される。以後、連載は十数年にわたって続き、ローラは中西部の名士となってゆく。

### 「小さな家」
1929年、アメリカで大恐慌が起きると、ワイルダー家の家計もふたたび大きな打撃を受けた。農場はなんとか維持できたが、貯蓄のほとんどを投資で失ったとされる。
このためローラは、農業紙へ長年寄稿してきた経験を生かして新たな作品を執筆し、家計に充てることを考えるようになる。1924年には母親、1928年には姉メアリーが死去しており、かれらの記憶を作品にとどめたいと考えたとも言われる。すでに文筆家として活動していた娘のローズもこの考えを応援し、第1作が書き進められる。
当初、デビュー作は『おばあさんが少女だったとき（When Grandma Was a Little Girl）』の題名で構想されていたが、出版社や娘ローズの協力で大幅に改編され、ニューヨークの大手出版社ハーパー＆コリンズから、『大きな森の小さな家』として1932年に刊行される。

### 国民的作家へ
この作品ののち９年間で発表された『この楽しき日々』（1943）までの８篇の自伝体小説は、発表後まもなく「アメリカ児童文学の古典」とみなされるようになった。
ローラはアメリカの国民的作家の一人となり、翻訳を通じてアメリカ国外でも知名度を高めた。以後90歳で亡くなるまでの約25年間、「小さな家」シリーズにまつわる講演などを行って過ごした。
1957年、「小さな家」シリーズのすべてを執筆したマンスフィールドで息を引き取り、同地に葬られている。
インガルス一家5人の子供の内、直系の子孫を残したのはローラだけである。ローラの娘ローズは息子を亡くしたのち離婚して以後子どもをもうけなかったため、インガルスの家系は途絶えている。

## 「小さな家」シリーズ

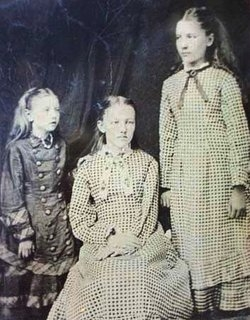
子ども時代の姉妹。左から妹キャリー、姉メアリー、ローラ（年代不明）。

ローラの小説第1作となった『大きな森の小さな家』以後、夫アルマンゾの幼少期を描いた『農場の少年』を含め、『この楽しき日々』(1943)までの８篇が一般に「小さな家」シリーズ (Little House Books) とされている（これに没後編纂された『はじめの四年間』(1971) を含めて９篇を数えることもある）。
このシリーズでは、1870年代初頭にウィスコンシン州の森林地帯で暮らしていたローラの幼少期から、一家が中西部の旅を繰り返し、小学校の教師となったローラがアルマンゾと結婚して新しい家庭を築くまでの約20年間を描いている。
登場する地名や人名はおおむね実在のもので、ローラ自身を含め、父親チャールズや母親キャロライン、夫アルマンゾまで実際の名前がそのまま使われている。物語に登場するエピソード、たとえば『長い冬』の記録的な寒波やバッタの大群の襲来といった事件も史実に基づいている。
しかし家族の旅がすべて作品に盛り込まれているわけではなく、一家の生活が立ちゆかなくなり一時東部へ引き上げた時期はまったく触れられていない。またローラの伝記的研究がすすみ、一家が極端な貧困や疫病の流行に苦しんだ時期の生活がカットされていることが分かったほか、家族の性格も、アメリカ先住民に対する母親の嫌悪感などは実際よりも大幅に誇張されていると考えられるようになった。
そのため現在では、「小さな家」シリーズは史実を巧みに改変して開拓生活を理想化したフィクションと受けとめられている。ローラ自身は、「私が語ったことは真実だが、すべてがそのままの真実 (the whole truth) ではない」と述べている。

### 娘のローズ
娘のローズは地元マンスフィールドで高校を出たあと、家を出て電信技師としてカンザス・シティなどで働きながら地元紙に短い記事を寄稿するようになった。
ローズの記事は評判となり、やがて彼女は専業のジャーナリストとして活動するようになる。母親のローラが『小さな家』シリーズを発表するまで、ローズは中西部で最も有名な文筆家の一人だったとも言われる。そのためローラの『小さな家』シリーズは、ローズが事実上の共同編集者として大幅に加筆しているとする有力な説がある。

## 作品の評価

1880年頃のサウス・ダコタの街角を再現した様子。この時代にローラはここで小学校教師として働き始め、夫のアルマンゾと知り合った。

ローラの一連の作品に描かれた、貧困に悩まされながら、厳しい自然の中で家族が工夫をこらして生活を支えるというテーマは、独立独歩の精神を貴ぶアメリカ国民の理想的な生き方を描いているとみなされ、一連の作品は、発表当時から著名な作家・政治家らに多くの愛読者を獲得した。
また、巨大な工業国へアメリカが変貌をとげるなかで失われた古い開拓時代の理想に対するノスタルジアも、アメリカで多くの読者をとらえた。
第二次大戦後になるとローラの名声はさらに高まる。ばらばらの単行本として刊行されていた8篇は、1953年にガース・ウィリアムズ（Garth Williams）のイラストを載せたシリーズとして再出版され、これがさらに多くの読者を獲得した。
各地で彼女の名前を冠した学校が設立され、1954年には後述のとおりアメリカ図書館協会はローラの名前を冠した児童文学賞を創設している。
こうした人気を背景として1974年から84年までＮＢＣで製作・放送されたＴＶドラマシリーズ『大草原の小さな家』は、彼女の人気を世界各国へ広げることとなり、この時期に一連の作品は20か国語に翻訳されている。
1990年代からは文学研究の対象としても盛んに取り上げられるようになり、不明なことが多かった自伝的事実も明らかにされていった。2000年にはこれらの研究を踏まえた伝記ドキュメンタリー番組がエミー賞を獲得、2005年には新しいＴＶドラマシリーズも製作されている。

### ワイルダー賞

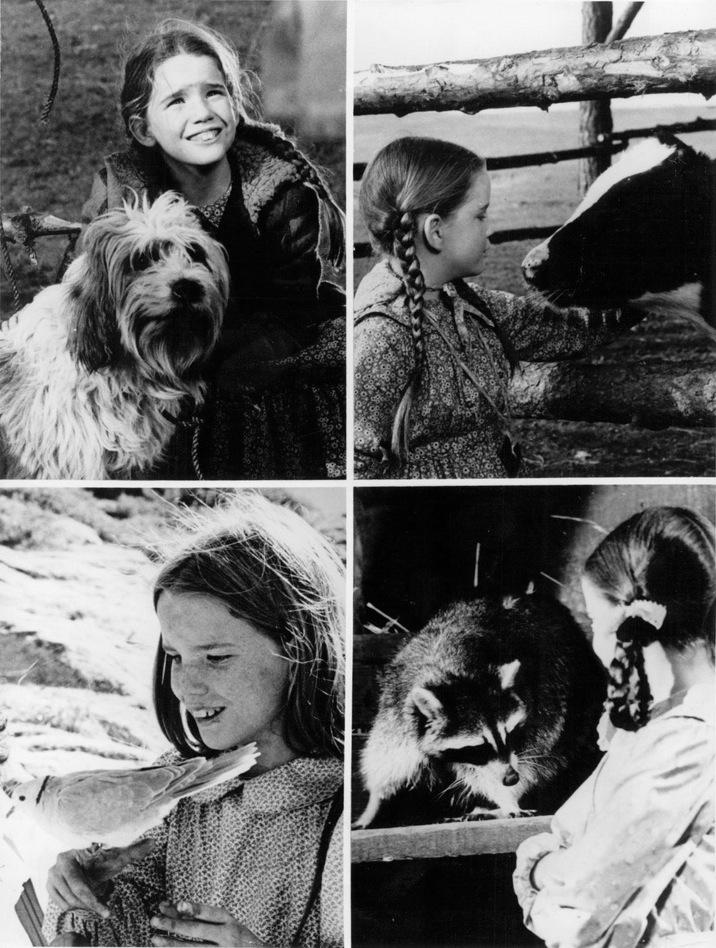
ＮＢＣのＴＶドラマ『大草原の小さな家』でローラを演じたメリッサ・ギルバート（1975年）。このドラマはローラの小説を世界的な人気作品に押し上げるきっかけとなった。

アメリカ図書館協会はアメリカ文学を顕彰する目的で多くの文学賞を選考・授与しているが、1954年に児童文学を対象とする新たな賞を設け、これにローラの名前を冠して「ローラ・インガルス・ワイルダー賞」（Laura Ingalls Wilder Medal）と命名した。第1回の受賞者はローラ自身だった。
アメリカ図書館協会が設けている児童文学対象の文学賞には、ほかに各年ごとの優れた児童作品を表彰する「ニューベリー賞」があり、ワイルダー賞は、作家・画家の全業績を顕彰する目的とされた。ローラ自身は「ニューベリー賞」を受賞したことはなかったが、同賞の次点となったことが5回ある。

### 作品をめぐる議論
ローラの作品は世界各国で広く親しまれてきたが、2000年代に入るころから、とりわけ作品に描かれている家父長制への無批判な信奉や、保守的な政治観、アメリカ先住民への差別を当然視するようにも読める記述などが批判されるようになった。
またローラの作品では、一貫して白人の市民だけが自然を切りひらく主体として描かれるが、実際にはアメリカ領土の西部拡大はアメリカ先住民への熾烈な迫害や、アフリカ系アメリカ人への激しい差別と表裏一体であり、それが作品ではほぼ無視されているとする批判が、とくにマイノリティの研究者から行われるようになった。
こうした議論を受け、2018年にアメリカ図書館協会は、上述の「ワイルダー賞」を「児童文学遺産賞」（Children's Literature Legacy Award）に改名すると発表した。 同協会は改名の理由を、児童文学を対象とする賞が「社会的な包摂と誠実さ、尊敬」に基づくべきだとする同協会の価値観を反映させる措置だと説明した上で、ローラの作品自体は今後も広く子どもに読まれる価値があると述べている。
一方で文学研究者の側からは、当時のアメリカ社会に存在した差別や迫害を子どもたちへ伝える題材として、ローラの作品は今なお有意義なメッセージをもつとする指摘も出されている。

## 作品

ウィスコンシン州西部の村ペピンに、ローラの生家を模して再現されたログハウス。

### 「小さな家」シリーズ
1）ローラが存命中に執筆・出版された作品。
- 『大きな森の小さな家』(Little House in the Big Woods , 1932)
  - 恩地三保子訳、福音館書店、1972 のち文庫
  - 山主敏子訳、ぎょうせい、1982
  - こだまともこ,渡辺南都子訳 講談社青い鳥文庫、1982 のち講談社文庫
  - 中村凪子訳、角川文庫、1988
  - 足沢良子訳 草炎社 2005
- 『農場の少年』(Farmer Boy , 1933)
  - 恩地三保子訳、福音館書店、1973 のち文庫
  - こだまともこ,渡辺南都子訳 講談社青い鳥文庫、1985 のち講談社文庫
  - 足沢良子訳 草炎社 2006
- 『大草原の小さな家』(Little House on the Prairie , 1935)
  - 古川原訳、新教育事業協会、1950
  - 恩地三保子訳、福音館書店、1972 のち文庫
  - こだまともこ,渡辺南都子訳 講談社青い鳥文庫、1982 のち講談社文庫
  - 中村凪子訳、角川文庫、1988
  - 足沢良子訳 草炎社 2005
- 『プラム・クリークの土手で』(On the Banks of Plum Creek , 1937)
  - 恩地三保子訳、福音館書店、1973 のち文庫
  - 「プラム川の土手で」こだまともこ,渡辺南都子訳 講談社青い鳥文庫、1983 のち講談社文庫
  - 中村凪子訳、角川文庫、1989
- 『シルバー・レイクの岸辺で』(By the Shores of Silver Lake , 1939)
  - 恩地三保子訳、福音館書店、1973 のち文庫
  - 「シルバー湖のほとりで」こだまともこ,渡辺南都子訳 講談社青い鳥文庫、1984 のち講談社文庫
  - 「シルバー湖のほとりで」足沢良子訳 草炎社 2006
- 『長い冬』(The Long Winter , 1940)
  - 石田アヤ訳、コスモポリタン社、1949
  - 鈴木哲子訳、岩波少年文庫、1955
  - 谷口由美子訳、岩波少年文庫、2000
- 『大草原の小さな町』(Little Town on the Prairie , 1941)
  - 鈴木哲子訳、岩波少年文庫、1957
  - こだまともこ,渡辺南都子訳 講談社青い鳥文庫、1986 のち講談社文庫
  - 谷口由美子訳、岩波少年文庫、2000
  - 足沢良子訳 草炎社 2007
- 『この楽しき日々』(These Happy Golden Years , 1943)
  - 鈴木哲子訳、岩波少年文庫、1974
  - 「この輝かしい日々」こだまともこ,渡辺南都子訳 講談社青い鳥文庫、1987 のち講談社文庫
  - 谷口由美子訳、岩波少年文庫、2000
  - 「この輝かしい日々」足沢良子訳、草炎社、2008

2）ローラ没後、娘のローズらが遺稿を加筆・再編集して出版したもの。上記「小さな家」の時代を描く。
- 『はじめの四年間』(The First Four Years , 1971)　
  - 鈴木哲子訳、岩波少年文庫、1975
  - 谷口由美子訳、岩波少年文庫、2000

### そのほかの作品
「小さな家」シリーズ以外にローラが執筆したエッセイや日記など。すべてローラ没後の編纂。
- On the way home : the diary of a trip from South Dakota to Mansfield, Missouri, in 1894 (Harper Collins, 1976)
  - 『わが家への道 ローラの旅日記　新版』（谷口由美子訳、岩波書店〈岩波少年文庫〉、2000）
- West from Home (1974, published posthumously), ed. Roger Lea MacBride – Wilder's letters to Almanzo while visiting her daughter Rose Wilder-Lane in 1915 in San Francisco[15]

- A Little House Traveler: Writings from Laura Ingalls Wilder's Journeys Across America (Hard Collins, Repr., 2011)
  - 『大草原の旅はるか』（谷口由美子訳、世界文化社、2007）
- A little house sampler (University of Nebraska Press, 1988)
  - ウィリアム・T・アンダーソン編（谷口由美子訳）『大草原のおくりもの : ローラとローズのメッセージ』（角川書店、1990）
- A little house reader : a collection of writings by Laura Ingalls Wilder (Harper Collins, 1998)
  - ウィリアム・アンダーソン編（谷口由美子訳）『ローラからのおくりもの』（岩波書店、1999）
- Saving graces : the inspirational writings of Laura Ingalls Wilder (B & H Pub Group, 1997)
  - スティーブン・ハインズ編（結城絵美子訳）『大切なものはわずかです。 : ローラ・インガルス29の知恵』（いのちのことば社、2013）
- Pioneer girl : the annotated autobiography (South Dakota Historical Society Press, 2018)
  - パメラ・スミス・ヒル編（谷口由美子訳）『大草原のローラ物語 : パイオニア・ガール』（大修館書店、2018）
- The Selected Letters of Laura Ingalls Wilder (2016)

## 関連文献
- Fellman, Anita Clair. Little house, long shadow: Laura Ingalls Wilder's impact on American culture (University of Missouri Press, 2008)
- Fraser, Caroline. Prairie Fires: The American Dreams of Laura Ingalls Wilder (Henry Holt, 2017)
- Green-Barteet, Miranda A. and  Anne K. Phillips (eds.) Reconsidering Laura Ingalls Wilder: Little house and beyond (University Press of Mississippi, 2019)
- Hines, Stephen W. A Prairie Girl's Faith: The Spiritual Legacy of Laura Ingalls Wilder (WaterBrook, 2018)（スティーブン・W・ハインズ『大草原の小さな家で : ローラ・インガルス・ワイルダーの生涯と信仰』中嶋典子訳、いのちのことば社、2021）
- McDowell, Marta. The World of Laura Ingalls Wilder: the frontier landscapes that inspired the Little House books (Portland, Oregon : Timber Press, 2017)
- Miller, John E. Laura Ingalls Wilder and Rose Wilder Lane: authorship, place, time, and culture (University of Missouri Press, 2008)
- Miller, John E. Becoming Laura Ingalls Wilder: the woman behind the legend (University of Missouri Press, 1998)（ジョン・E・ミラー『ローラ・インガルス・ワイルダー伝 : 『大草原の小さな家』が生まれるまで』徳末愛子訳、リーベル出版、2001）
- Romines, Ann. Constructing the Little house: gender, culture, and Laura Ingalls Wilder (University of Massachusetts Press, 1997)
- Spaeth, Janet. Laura Ingalls Wilder (Boston, MA: Twayne Publishers, 1987)
- Zochert, Donald. Laura: The Life of Laura Ingalls Wilder, 1977（ドナルド・ゾカート『ローラ・インガルス・ワイルダーの生涯』上・下巻、いけもとさえこ訳・佐野洋子絵、パシフィカ 、1979）

（邦語）
- 磯部孝子『ローラ・インガルス・ワイルダー』（KTC中央出版、2004）
- ウィリアム・T・アンダーソン（谷口由美子訳・構成）『大草原の小さな家 : ローラのふるさとを訪ねて　増補改訂版』（求龍堂、2013）
- NHK取材班ほか『ローラ＆ローズ : 大草原の小さな家・母と娘の物語』（日本放送出版協会、1993）
- 服部奈美『「大草原の小さな家」の旅』（晶文社、1993）
- 服部奈美『「大草原の小さな家」と自然』（晶文社、1995）